# Ipervolemia
Per ipervolemia si intende un aumento del volume di sangue circolante (volemia).
Può essere provocata da: insufficienza renale, insufficienza epatica, fleboclisi,   complicazioni in trasfusioni di sangue.
L'aumento del volume del plasma comporta un aumento del peso corporeo, le conseguenze più comuni all'ipervolemia sono  l'insufficienza cardiaca e l'iponatriemia.